# No. 1
No. 1 é o segundo álbum de estúdio coreano (terceiro, no geral) da cantora sul-coreana BoA. A composição e produção do álbum foram feitos por vários colaboradores musicais, como Yoo Young-jin, Kangta, Ahn Ik-soo, Sigurd Heimdal Rosnes, entre outros. Lançado através da SM Entertainment em 12 de abril de 2002, No. 1 marcou o retornou de BoA à Coreia do Sul após o lançamento de seu primeiro álbum em japonês, Listen to My Heart, alguns meses antes, que teve amplo reconhecimento no Japão.
No. 1 foi um sucesso comercial na Coreia do Sul, atingindo o topo da tabela mensal de álbuns durante dois meses consecutivos em abril e maio de 2002. Foi o quarto álbum mais vendido do ano no país, com mais de 540.000 cópias vendidas. A faixa-título foi lançada junto do álbum e foi promovida através de vários programas musicais domésticos. Ganhou vários prêmios na Coreia do Sul, incluindo Videoclipe Mais Popular no MAMA Awards de 2002 e o Grand Prize no SBS Gayo Daejeon de 2002.

## Antecedentes e lançamento
Existem apenas cópias limitadas da primeira prensagem do álbum, que esgotou em apenas algumas semanas. A primeira impressão inclui "No. 1 (versão original)", "My Sweetie (versão original)" e "Listen to My Heart (versão com refrão estendido)". As edições posteriores do álbum contêm "No. 1 (versão do clipe)" e "My Sweetie (versão corrigida)" (apresentando um final ligeiramente alterado). A edição japonesa do álbum foi lançada em 1º de junho de 2002 e inclui uma faixa bônus exclusiva, "No. 1 (versão em inglês)".

## Desempenho comercial
No. 1 experimentou maior sucesso em comparação com seu álbum de estreia ID; Peace B (2000). No. 1 estreou no topo na parada mensal de álbuns MIAK com vendas mensais iniciais de 232.626 em abril de 2002 e permaneceu no número um no mês seguinte. O álbum foi classificado em quarto lugar na lista dos álbuns mais vendidos na Coréia do Sul em 2002, com vendas de 544.853 unidades naquele ano.

## Lista de faixas
| No. 1 – Edição padrão |                                          |                                                                                |                                           |         |  |
| N.º                   | Título                                   | Compositor(es)                                                                 | Produtor(es)                              | Duração |  |
| 1.                    | "No. 1"                                  | Kim Young-ah Sigurd Rosnes                                                     | Ahn Ik-soo                                | 3:13    |  |
| 2.                    | "My Sweetie"                             | Yoo Young-jin                                                                  | Young-jin                                 | 3:38    |  |
| 3.                    | "Waiting..." (늘)                        | Kangta                                                                         | Kangta                                    | 4:17    |  |
| 4.                    | "Tragic"                                 | Ik-soo                                                                         | Ik-soo                                    | 3:50    |  |
| 5.                    | "Shy Love"                               | Bae Hwa-young Ko Young-jo                                                      | Young-jo                                  | 3:38    |  |
| 6.                    | "Day"                                    | Son Nak-hee                                                                    | Nak-hee                                   | 4:13    |  |
| 7.                    | "Dear My Love..."                        | Lovee                                                                          | Kim Ho-hyun                               | 4:03    |  |
| 8.                    | "Beat It" (난)                           | Kangta                                                                         | Kangta                                    | 3:30    |  |
| 9.                    | "P.O.L. (Power of Love)"                 | Nam So-young S.Y.M.                                                            | S.Y.M.                                    | 5:15    |  |
| 10.                   | "My Genie"                               | Im Su-chul Kang Won-seok                                                       | Kim Seon-yeop Choi Woo-joon Hyun Jae-wook | 4:16    |  |
| 11.                   | "Pain-Love"                              | Yoo Chan-mo                                                                    | Chan-mo                                   | 3:42    |  |
| 12.                   | "Happiness Lies"                         | Benny Bellamacina Bruce Elliot-Smith Dennis Verrios Jamie Hardwick Jemma Joyce | Ik-soo                                    | 3:55    |  |
| 13.                   | "Realize (Stay with Me)"                 | BoA                                                                            | Ho-hyun                                   | 4:18    |  |
| 14.                   | "Azalea"                                 | Gim Mi-sun                                                                     | Mi-sun                                    | 4:40    |  |
| 15.                   | "Listen to My Heart" (Versão em coreano) | Jo Yoon-kyung Kazuhiro Hara                                                    | Hara                                      | 3:55    |  |
| Duração total:        | Duração total:                           | Duração total:                                                                 | Duração total:                            | 60:23   |  |

| No. 1 – Edição japonesa |                            |         |  |
| N.º                     | Título                     | Duração |  |
| 16.                     | "No. 1" (Versão em inglês) | 3:13    |  |
| Duração total:          | Duração total:             | 63:36   |  |